# 埃格斯海姆 (巴伐利亚州)
埃格斯海姆是德国巴伐利亚州的一个市镇。总面积30.02平方公里，总人口1111人，其中男性584人，女性527人（2011年12月31日），人口密度37人/平方公里。